# Instituto Feminino Samuel H. Wang
O Instituto Feminino Samuel H. Wang da Universidade Yeshiva (em inglês: Samuel H. Wang Yeshiva University High School for Girls ) (YUHSG), popularmente conhecido como "Central", oferece planos de estudos preparatorios para a universidade e programas de estudos judeus que conduzem à obtenção de um diploma académico avalado pela junta de regentes do Estado de Nova York e pela Comissão para a Educação Superior nos Estados Médios.

## Localização
A escola está filiada com a Universidade Yeshiva, o instituto está localizado em Holliswood, no bairro de Queens da cidade de Nova York.  Actualmente Miriam Goldberg é a presidenta, Chaya Batya Neugroschl é a directora da escola, Beverly Segal é a directora associada e Bracha Rutner é a subdirectora.

## Valores
O instituto Samuel H.wang tem como missão educativa ensinar e perpetuar a filosofia do judaísmo ortodoxo moderno, baseado nos princípios da Torá Umadá. Sua meta é preparar aos estudantes para entrar na idade adulta como judeus informados e comprometidos, e como membros da sociedade em general com uma ampla educação e curiosidade intelectual.

## Classes
O instituto Samuel H. Wang oferece a todas as estudantes um programa integral de preparação para a universidade e dá matérias judaicas. As ofertas de colocação avançada incluem; literatura inglesa, língua inglesa, história judia, história americana, governo, cálculo, química, biologia, arte e psicologia. Os cursos optativos incluem, espanhol, francês, árabe, ciência, física, fisiología e medicina forense. As estudantes do último ano podem realizar cursos na Escola de Negócios Sy Syms e diversos programas no Queens College. Um instituto de ciências de recente criação oferece às estudantes a oportunidade de realizar investigações científicas avançadas e melhorar seus conhecimentos científicos.

## Atividades
As alunas do instituto participam em diversas actividades extracurriculares que incluem: o aprendizagem da Torá, arte, basquetebol, debate, drama, futebol, hockey, música, softbol, ténis, viagens, voleibol, e serviço comunitário.
Um exemplo disso é sua participação num programa onde visitam vários lares de idosos e centros de reabilitação. O instituto colabora com organizações não governamentais como Yachad, o Círculo de Amizade, e Chai Lifeline. As alunas do instituto também participam num desfile para celebrar a existência do Estado de Israel.
O Instituto Feminino Samuel H. Wang, também chamado "Central", recebeu recentemente uma subvenção de 191.000$ dólares da Fundação Gruss para pôr em marcha um programa inovador chamado STEM (ciência, tecnologia, engenharia, e matemáticas) que aumenta a participação das mulheres em oficios que tradicionalmente têm sido realizados pelos homens.

## Ligaçoes externas
- Instituto Feminino Samuel H. Wang (em inglês)